# شلفورد، ویکتوریا
شلفورد (به انگلیسی: Shelford) یک منطقهٔ مسکونی در استرالیا است که در ویکتوریا (استرالیا) واقع شده‌است.